# Championnat d'Italie de rugby à XV 1948-1949
Navigation
Serie A 1947-1948 Serie A 1949-1950
Le Championnat d'Italie de rugby à XV 1948-1949 oppose les dix meilleures équipes italiennes de rugby à XV. Le championnat débute en 1948 et se termine en 1949. Le tournoi se déroule sous la forme d'un championnat unique en matchs aller-retour et d'un tour final composé des trois premiers de la 1re phase.
Le Rugby Rome remporte le titre pour la 4e fois et Napoli est relégué en Série B. Le tournoi voit l'apparition du club de Petrarca.

## Équipes participantes
Les dix équipes sont les suivantes :
| - Ginnastica Torino - Rugby Parme - Amatori Milan - Petrarca Padoue - Rugby Milano | - Rugby Rovigo - Bologne - Rugby Rome - Giovinezza Trieste - Napoli |

## Résultats

### Phase préliminaire
| Rang | Club                | J  | V  | N | D  | Pm  | Pe  | Diff | Pts |
| ---- | ------------------- | -- | -- | - | -- | --- | --- | ---- | --- |
| 1    | Rugby Rome (T)      | 18 | 11 | 4 | 3  | 136 | 59  | +77  | 26  |
| 2    | Rugby Rovigo        | 18 | 12 | 2 | 4  | 99  | 88  | +11  | 26  |
| 3    | Rugby Parma         | 18 | 13 | 0 | 5  | 223 | 66  | +157 | 26  |
| 4    | Amatori Rugby Milan | 18 | 10 | 2 | 6  | 111 | 91  | +20  | 22  |
| 5    | Ginnastica Torino   | 18 | 6  | 7 | 5  | 111 | 76  | +35  | 19  |
| 6    | Rugby Bologne       | 18 | 8  | 0 | 10 | 112 | 148 | -36  | 16  |
| 7    | Rugby Milano        | 18 | 6  | 2 | 10 | 56  | 112 | -56  | 14  |
| 8    | Giovinezza Trieste  | 18 | 6  | 2 | 10 | 87  | 131 | -44  | 14  |
| 9    | Petrarca Padoue     | 18 | 5  | 2 | 11 | 77  | 122 | -45  | 12  |
| 10   | Napoli              | 18 | 2  | 1 | 15 | 65  | 184 | -119 | 5   |

|  | Qualifiés pour le tour final (no 1, no 2, no 3) |
|  | Relégué (no 10)                                 |
|  | T : tenant du titre 1948 • P : promu 1948       |

Attribution des points :  victoire : 2, match nul : 1, défaite : 0.

### Tour final
| Rang | Club           | J | V | N | D | Pm | Pe | Diff | Pts |
| ---- | -------------- | - | - | - | - | -- | -- | ---- | --- |
| 1    | Rugby Rome (T) | 2 | 2 | 0 | 0 | 15 | 6  | +9   | 4   |
| 2    | Rugby Rovigo   | 2 | 1 | 0 | 1 | 49 | 12 | +37  | 2   |
| 3    | Rugby Parma    | 2 | 0 | 0 | 2 | 6  | 52 | -46  | 0   |

|  | Vainqueur (no 1)         |
|  | T : tenant du titre 1948 |

## Vainqueur
| Entraîneur |                        |                                                            |
| Avants     | Pilier                 | Alessi, Duce, Foschi, R. Gabrielli III, Lais, Monti, Raffo |
| Avants     | Talonneur              | De Gregorio, Brucato, E. Gabrielli II, Grasselli, Redfern  |
| Avants     | Deuxième ligne         | Bitetti, De Santis, Gargiullo, Perrone                     |
| Avants     | Troisième ligne aile   | Veccia                                                     |
| Avants     | Troisième ligne centre |                                                            |
| Arrières   | Demi de mêlée          | Cherubini                                                  |
| Arrières   | Demi d'ouverture       | Zaccaria                                                   |
| Arrières   | Centre                 | Bove, Cambise, Giuliani, Introno                           |
| Arrières   | Ailier                 | Umb. Silvestri, Silvano Tartaglini, Paolo Rosi             |
| Arrières   | Arrière                | Marini                                                     |